# بيرسي بيرد
بيرسي بيرد (27 مايو 1877 في المملكة المتحدة - 11 نوفمبر 1942 في المملكة المتحدة)  (بالإنجليزية: Percy Bird)‏ هو لاعب كريكت بريطاني وبريطاني (وحمل سابقاً جنسية المملكة المتحدة لبريطانيا العظمى وأيرلندا). لعب مع نادي مقاطعة هامبشاير للكريكت ‏.

## وصلات خارجية
- بيرسي بيرد على موقع إي آس بي آن كريك إنفو (الإنجليزية)